# خانيك (صوماي شمالي)
خانيك هي قرية في مقاطعة أرومية، إيران. عدد سكان هذه القرية هو 244 في سنة 2006.